# Michel Maffesoli
Michel Maffesoli (Graisseçac, 14 de novembre de 1944) és un sociòleg francès, considerat un dels fundadors de la sociologia de la vida quotidiana i conegut per la seva anàlisi de la postmodernitat, del predomini de l'imaginari en les societats contemporànies i, sobretot, per la popularització del concepte de tribu urbana.
Maffesoli ha estat un dels sociòlegs que més emfàticament ha defensat la idea d'un canvi d'època, pensat des del concepte de societat postmoderna, els trets distintius de la qual són: el tribalisme, el nomadisme, el predomini del present i l'emocionalitat. Per a ell, la postmodernitat ha depassat els ideals de la modernitat centrada en els conceptes de treball, racionalitat i finalisme social.
Si bé qüestiona el concepte d'una societat acabada des de referents utòpics, accepta la vigència de llibertats intersticials, com a camp de realització d'imaginaris quotidians de superació d'allò donat.

## Biografia
Michel Maffesoli va néixer el 14 de novembre de 1944 a Graisseçac, Erau. Es va doctorar en ciències humanes el 1973 i en sociologia el 1978. Els seus treballs fomenten el desenvolupament de la sociologia comprensiva i fenomenològica, amb especial èmfasi en les aportacions de Georg Simmel, Alfred Schütz, Georges Bataille i Jean-Marie Guyau.
En 1972 va ser codirector de l'Equip de Sociologia Urbana de Grenoble, on començà a desenvolupar una reflexió sobre l'espai que seguirà en el seu llibre titulat Du nomadisme. Vagabondages initiatiques (1997). La seva obra està marcada per les influències de Pierre Sansot i Jean Duvignaud, membres del tribunal de defensa de la seva tesi de 1978. Tot i que la seva influència fonamental està associada a l'antropòleg Gilbert Durand, el text del qual Les Structures anthropologiques de l'imaginaire va incidir en l'obra de Maffesoli. Posteriorment, treballà com a professor ajudant a la Universitat d'Estrasburg fins al 1981, quan obtingué la càtedra Émile Durkheim a la Universitat París V. El 1982 fundà juntament amb l'etnòleg Georges Balandier el Centre d'études sur l'actuel et le quotidien.
L'any 1990 va guanyar el premi d'assaig André Gautier amb l'obra Au creux des apparences. Pour une éthique de l'esthétique, i el 1992 va obtenir el premi de les Ciències Humanes de l'Acadèmia Francesa per La transfiguration du politique. Ha estat director de la revista internacional de ciències humanes i socials Sociétés, vicepresident de l'Institut Internacional de Sociologia i secretari general del Centre de recherche sur l'imaginaire.
Com explica Maria Concetta Nicolai a la seva traducció italiana del text, Maffesoli és membre maçònic del Ritu Escocès Rectificat, als membres del qual va adreçar una carta oberta el 2015, Le Trésor caché: Lettre ouverte aux Francs-Maçons et à quelques autres (El tresor amagat: carta oberta als maçons i a alguns altres), publicada per les Éditions Leo Scheer, de París.

## Obra
- Logique de la domination, Paris, PUF, 1976.
- La Violence fondatrice (avec Alain Pessin), Paris, éd. Champ urbain, 1978.
- La Violence totalitaire, Paris, PUF, 1979; rééd. 1994 La Violence totalitaire. Essai d'anthropologie politique, Paris, Méridiens–Klincksieck.
- La Conquête du présent. Pour une sociologie de la vie quotidienne, Paris, PUF 1979.
- «La dynamique sociale. La société conflictuelle», thèse d'État, Service des publications des thèses, Lille, 1981.
- L'Ombre de Dionysos, Le Livre de Poche, 1982, rééd. 1991.
- Essai sur la violence banale et fondatrice, 1984, Paris, Librairie Méridiens–Klincksieck. Rééd. 2009, 2014, CNRS Éditions.
- La Connaissance ordinaire. Précis de sociologie compréhensive, 1985, Paris, Librairie des Méridiens; rééd. 2007, Paris, Klincksieck.
- «La société est plusieurs» in Une anthropologie des turbulences, M. Maffesoli (sous la dir.), 1985, Berg International éditeurs, p. 175-180.
- Le Temps des tribus, 1988; Le Livre de Poche, 1991.[3]
- Au creux des apparences. Pour une éthique de l'esthétique, 1990, Paris, Plon; rééd. 1993, Le Livre de Poche.
- La Transfiguration du politique, La Table Ronde, 1992; Le Livre de Poche, 1995.
- La Contemplation du monde, 1993, Le Livre de Poche, 1996.
- Éloge de la raison sensible, Paris, Grasset, 1996.
- Du nomadisme. Vagabondages initiatiques, Paris, Le Livre de Poche, 1997.
- La Part du diable; précis de subversion postmoderne, Flammarion, 2002, Paris. La part del diable. Compendi de subversió postmoderna, trad. Carme Valencia Lucas, assessor ling. Sergi Gascón Urís, March Editor, 2005, Barcelona. p. 168. ISBN 9788495608369.
- L'Instant éternel. Le retour du tragique dans les sociétés postmodernes, Paris, La Table Ronde, 2003.
- Le Voyage ou la conquête des mondes, Paris, éd. Dervy, coll. «Paroles retrouvées», 2003.
- Notes sur la postmodernité: Le lieu fait lien, Éditions du Félin, 2003.
- Le Rythme de vie. Variation sur l'imaginaire post-moderne, Paris, éd. Table Ronde, coll. «Contretemps», 2004.[4]
- Pouvoir des hauts lieux, dans Pierre Delorme (dir.) La Ville autrement, Sainte-Foy, Presse de l'Université du Québec, 2005.
- (sous la direction de Denis Jeffrey et Michel Maffesoli), La Sociologie compréhensive, Les Presses de l'Université Laval, 2006.
- Le Réenchantement du monde. Morales, éthiques, déontologies, Paris, éd. Table Ronde, 2007.
- Iconologies. Nos idol@tries postmodernes, Paris, Albin Michel, 2008.
- Après la modernité? La conquête du présent; la violence totalitaire; la logique de la domination, Paris, éd. du CNRS, coll. «Compendium», 2008.
- La République des bons sentiments, éd. du Rocher, 2008.
- «C’est au nom de la morale qu’on massacre les peuples» in Spectacle du Monde, entretien avec Richard Kitaeff, février 2008, p. 46-49.
- Apocalypse, Paris, CNRS éditions, 2009.
- Mutualisme financier, société de personnes et postmodernité (avec Marc Pouzet), CNRS, 2009.
- Matrimonium: Petit traité d'écosophie, Paris, CNRS éditions, 2010.
- Qui êtes-vous Michel Maffesoli?, Paris, Bourin éditeur, 2010.
- Le temps revient: Formes élémentaires de la postmodernité, Desclée de Brouwer, coll. "Des Paroles et des Hommes", 2010.
- La Passion de l'ordinaire: miettes sociologiques., Paris, CNRS Éditions, «CNRS Sociologie», 2011.
- La crise est dans nos têtes!, Paris, Jacob-Duvernet, 2011.
- Sarkologies. Pourquoi tant de haine(s)?, Paris, Albin Michel, 2011.
- Homo eroticus. Des communions émotionnelles, Paris, CRNS Éditions, coll. "Socio/Anthropo", 2012.[5]
- L'Homme postmoderne, avec Brice Perrier, Paris, Bourin éditeur, coll. "Société", 2012.
- avec Hélène Strohl, Les nouveaux bien-pensants, Éditions du Moment, 2014.
- Imaginaire et Postmodernité, Manucius, 2014.
- L'ordre des choses: Penser la postmodernité, CNRS Éditions, 2014.
- Le Trésor caché. Lettre ouverte aux francs-maçons et à quelques autres., Paris, Léo Scheer, 2015.
- La France étroite. Face à l'intégrisme laïc, l'idéal communautaire (avec Hélène Strohl), Paris, Éditions du Moment, 2015.
- La parole du silence, Cerf, 2016.
- Ecosophie: Une écologie pour notre temps, Cerf, Coll. Idées, 2017.
- Être postmoderne (postface d'Hélène Strohl), Cerf, Coll.Idées, 2018.
- La Force de l'imaginaire: contre les bien-pensants, éditions Liber., 2019